# Ángel Fuentes
Pour les articles homonymes, voir Fuentes.
Fuentes  Paniego est un nom espagnol. Le premier nom de famille, en général paternel, est Fuentes ; le second, en général maternel, souvent omis, est Paniego.
Ángel Fuentes Paniego, né le 5 novembre 1996 à Burgos, est un coureur cycliste espagnol. Il est membre de l'équipe Burgos BH.

## Biographie

### Carrière amateur
Ángel Fuentes commence le cyclisme à l'âge de sept ans au Club Ciclista Burgalés. Il a mené des études d'ingénierie électronique,. 
En 2013, il devient champion de Castille-et-León du contre-la-montre chez les juniors (moins de 19 ans). L'année suivante, il intègre l'équipe de la Fondation Contador. Il est ensuite recruté par le club Café Baqué-Conservas Campo. 
En 2018, il remporte au sprint la première étape du Mémorial Manuel Sanroma. Dans les mois qui suivent, il obtient diverses places d'honneur, en particulier dans le calendrier amateur basque. Il est repéré par Julio Andrés Izquierdo, directeur sportif de l'équipe Burgos BH, qui l'engage en tant que stagiaire. Avec cette formation, il dispute le Tour du lac Taihu, qu'il termine à la vingtième place.
Pour la saison 2019, il rejoint le cluc cantabre Gomur-Cantabria Infinita. En début d'année, il se classe cinquième du classement de la Coupe d'Espagne amateurs, grâce notamment à sa victoire sur l'Aiztondo Klasica. En juillet, il remporte le prologue puis la première étape du Tour de León. Peu de temps après, il s'impose au sprint sur la seconde étape de la Vuelta a Vetusta.

### Carrière professionnelle
Il passe finalement finalement professionnel en 2020 chez Burgos BH, après un nouveau stage. Dans une saison perturbée par la pandémie de Covid-19, il obtient son meilleur classement au mois de février avec une dix-septième place sur la Clásica de Almería. En 2021, il termine sixième de la Route Adélie de Vitré.

## Palmarès et résultats

### Palmarès par année
- 2014
  - 3e du Circuito Cántabro Junior
- 2015
  - Champion de Castille-et-León du contre-la-montre
- 2018
  - 1re étape du Mémorial Manuel Sanroma
  - 3e du Mémorial Manuel Sanroma
  - 3e de la Goierriko Itzulia
  - 3e du Gran Premio San José
- 2019
  - Champion de Castille-et-León sur route
  - Aiztondo Klasica
  - Gran Premio Villa de Mojados
  - Prologue et 1re étape du Tour de León
  - 2e étape de la Vuelta a Vetusta
  - 2e du Circuito Guadiana
  - 2e du Laudio Saria
  - 3e de la Lazkaoko Proba

### Classements mondiaux
| Année                                 | 2018  | 2019  | 2020  | 2021 | 2022  | 2023  | 2024  |
| ------------------------------------- | ----- | ----- | ----- | ---- | ----- | ----- | ----- |
| Classement mondial                    | 2842e | 2585e | 1676e | 843e | 1202e | 1536e | 1935e |
| UCI Europe Tour                       | nc    | 1637e | 1244e | 649e | 841e  | nc    | nc    |
| UCI Asia Tour                         | 720e  |       |       |      |       |       |       |
|                                       |       |       |       |      |       |       |       |
| Légende : nc = non classéSource : UCI |       |       |       |      |       |       |       |